# Re-Education (Through Labor)
Singles de Rise Against
The Good Left Undone
(2007) Audience of One
(2008)
Pistes de Appeal to Reason
Long Forgotten Sons The Dirt Whispered
Re-Education (Through Labor) est une chanson du groupe américain de punk rock Rise Against. Il s'agit de la troisième piste de leur cinquième album, Appeal to Reason, ainsi que le premier single extrait de cet album.

## Clip vidéo
Le clip de la chanson a été réalisé par Kevin Kerslake et filmé dans la ville d'origine du groupe (Chicago, dans l'Illinois).
La vidéo commence par une citation du président John F. Kennedy : « Ceux qui font la révolution pacifique impossible font la révolution violente inévitable. » Il passe souvent entre les scènes du groupe en train de jouer dans le sous-sol d'un cinéma abandonné. La scène finale montre une ligne des cyclomotoristes regardant la ville brûlant dans la nuit après que les bombes ont explosé. Ce lien revient à la citation de JFK sur la rébellion violente.